# Incident du vol Air France 066
Le 30 septembre 2017, l'Airbus A380 assurant le vol Air France 066 au départ de l'aéroport de Paris-Charles-de-Gaulle et à destination de l'aéroport international de Los Angeles a connu une défaillance non contenue sur le moteur numéro 4, au-dessus de la pointe sud du Groenland. L'avion s'est dérouté pour se poser en toute sécurité sur la base des Forces canadiennes Goose Bay dans le Labrador.
C'est le deuxième incident impliquant l'explosion d'un réacteur sur un A380, après celui du vol Qantas 32 en 2010, ce dernier était équipé de Rolls-Royce Trent 900.

## Avion
L'avion concerné est un Airbus A380-800 d'Air France, immatriculé F-HPJE, équipé de quatre moteurs Engine Alliance GP7200, livré neuf à la compagnie en mai 2011. Il transportait 497 passagers et 24 membres d'équipage.

## Incident
L'avion survolait la pointe sud du Groenland à son altitude de croisière de 35 000 pieds et s'approchait de la côte ouest de l'île. Il a alors subi une désintégration de la soufflante du réacteur no 4, le réacteur le plus à l'extérieur sous l'aile droite, qui a entraîné avec elle le capot moteur. L'avion a fait une violente embardée puis a connu d'importantes vibrations. Les pilotes ont immédiatement coupé l’alimentation du moteur en kérosène, hydraulique et électricité pour éviter un incendie moteur et, conformément à la procédure dans ce genre d'incident, ont cherché à se poser au plus vite sur un aéroport. Le plus proche était celui de Kangerlussuaq dans le sud-ouest du Groenland, mais il est bordé de montagnes et la piste était trop courte si l'A380 rencontrait un problème de volets à l'atterrissage, possible si la désintégration du réacteur avait abimé l'aile et ses circuits. Dans la balance des risques, les pilotes choisirent alors la base des Forces canadiennes Goose Bay sur la côte du Labrador, plus lointaine, mais qui est en zone dégagée avec une plus longue piste et dont la météo est alors favorable,. Le commandant de bord, en accord avec les deux copilotes, décide de faire descendre l'avion à 27 000 pieds afin de pouvoir réduire la vitesse et la puissance des moteurs et se dirige alors vers Goose Bay où il a atterri à 15 h 42 UTC, soit une heure après l'incident, sans difficulté particulière sauf de légères vibrations quand l'avion a réduit sa vitesse à l'amorce de l'atterrissage. Il n'y a pas eu de blessures signalées parmi les 497 passagers et les 24 membres d'équipage à bord.
Un tel incident, très rare, peut avoir des conséquences catastrophiques, car aucun blindage ne peut retenir les fragments de disque qui, dans environ 5 % des cas, entraînent une destruction de l'appareil (l'accident du vol United Airlines 232 aux États-Unis en 1989 était dû à une rupture similaire sur le moteur central d'un DC10 qui a sectionné les trois circuits hydrauliques).

## Suites
À Goose Bay, les passagers n'ont pas été autorisés à débarquer de l'avion jusqu'à ce que les deux appareils de remplacement arrivent le lendemain matin, 17 heures après l'atterrissage, car l'aéroport des Forces canadiennes, qui accueille quelques vols civils locaux, ne possède qu'une petite aérogare limitée à 60 passagers. L'un des avions de remplacement a amené ses passagers directement à Los Angeles tandis que l'autre a atterri à Atlanta, nécessitant de prendre ensuite un autre vol régulier pour ses passagers.
Un moteur de remplacement a été acheminé à Goose Bay et remonté sur l'avion qui a rejoint l'aéroport Charles de Gaulle, en utilisant ses quatre moteurs, plus d'un mois plus tard, le 6 décembre 2017. Il a été remis en service par Air France le 15 janvier 2018.

## Enquête
Au jour de l'incident, plus d'une centaine d'A380 sont équipés d'un réacteur équivalent.
Le BEA français (Bureau d'enquêtes et d'analyses pour la sécurité de l'aviation civile) a envoyé le soir même une « Go team » de cinq personnes à Goose Bay pour interroger l'équipage et voir l'avion et le moteur. Ils constatent qu'il manque l'intégralité de la partie avant du réacteur dont la plus grande partie du moyeu central, une pièce lourde qui relie les aubes à l'arbre de turbine. L'équipe du BEA remarque aussi différents impacts sur l'intrados de l'aile. Pour un examen plus poussé, il faut démonter le réacteur, mais l'aéroport de Goose Bay ne possède pas le matériel pour une telle manipulation vu la hauteur et le volume du moteur. Un convoi routier avec l'équipement nécessaire part donc de Montréal, à 1 200 km de là, et va mettre plusieurs jours pour arriver à Goose Bay, devant passer par des pistes en terre et faire parfois des détours à cause de crues de rivières. 
Pour l'enquête, les pièces du réacteur tombées lors de l'explosion doivent être récupérées, surtout la partie manquante du moyeu, la pièce centrale qui a rompu et qui relie la soufflante au moteur. Elle va être au centre de l'investigation, car l'origine de la rupture s'y trouve probablement. Le service balistique du BEA, en fonction des paramètres de vol de l'avion lors de l'explosion et de la météo à ce moment, détermine une zone de priorité de recherche, un trapèze d'environ 100 km2 à l'extrémité sud du Groenland. Dès que la météo le permet, un hélicoptère affrété par le gouvernement groenlandais survole cette zone et trouve des pièces de protection du moteur et des bouts d'aube, mais pas la partie du moyeu qui s'est détachée, un morceau de 150 kg en titane. Airbus va mettre à disposition un satellite pour essayer de la retrouver, mais sans succès à cause de la couverture nuageuse, du fait que la pièce a du s'enfoncer dans le sol enneigé à l'impact et que depuis l'accident, des précipitations de neige se sont produites qui l'ont encore plus masquée. On est mi-octobre et le temps hivernal s'est installé sur le Groenland qui va empêcher toute recherche supplémentaire sur place pendant six mois. 
Pendant ce temps, le BEA via les données de la boite noire, dont l'enregistrement des accélérations latérales de l'A380, va pouvoir affiner le moment précis où la pièce s'est détachée et sa direction. De nouveaux calculs balistiques prenant aussi en compte la forme, le poids et la densité de la pièce, permettent de déterminer une zone d'impact au sol probable réduite à 5 km2. 
Le moteur endommagé est déposé de l'A380 à Goose Bay fin novembre 2017. Il est acheminé jusqu'aux ateliers de GE Aviation à Cardiff au Pays-de-Galles pour être analysé avec le BEA. L'analyse du morceau de moyeu encore fixé au réacteur permet de déterminer que la cassure est due à une surcharge, ce qui renforce la nécessité de trouver la pièce manquante pour en connaitre l'origine. L'hypothèse la plus probable alors retenue par les enquêteurs est une rupture due à une mauvaise manipulation et à un coup lors de la maintenance qui aurait fragilisé la pièce.
Pour la nouvelle campagne de recherche qui doit débuter au printemps, le BEA sollicite le GEUS, l'institut de géologie, de glaciologie et de météorologie danois, qui connait bien la région. Mais la difficulté est de trouver un objet métallique enfoui dans la neige à son impact, et recouvert encore par les précipitations hivernales (environ 1,5 mètre annuellement dans cette partie du Groenland). La zone d'impact est un glacier se déplaçant d'environ 60 mètres par an ; les crevasses sont couvertes par des ponts de neige . Le BEA sollicite différents organismes français pour détecter cet objet métallique de faible dimension, entre 0,5 et 1 mètre, enfoui sous la neige. Suivant une recommandation de l'IGN, le BEA s'adresse à l'ONERA qui a mis au point un radar, porté sous avion, pour analyse du sol. Le BEA demande au GEUS d'enterrer sous la glace des balises métalliques de mêmes dimensions que la pièce recherchée afin que le radar de l'ONERA ait une signature des échos à capter.
Un Falcon équipé du radar de l'ONERA survole alors la zone pendant quatre semaines, en fonction des contraintes météo, mais sans succès. Le GEUS utilise des motosneige équipées d'un détecteur monté sur remorque. Les zones de recherche sont limitées à des carrés de 3 km de côté pour un total de plusieurs centaines de kilomètres. Ils ne détectent alors que de faux positifs dus à des lentilles de glace, poches d'eau qui ont fondu puis regelé, qui renvoient un écho radar. La campagne doit s'arrêter, car l'été arrive et la neige devient trop molle.
En février 2019, l'ONERA, qui a analysé les résultats radars pendant plusieurs mois, indique qu'un point pourrait correspondre. Il se trouve dans une zone dangereuse, à proximité d'une crevasse recouverte par un pont de neige. Une nouvelle campagne de recherche à proximité de ce point, tenant compte du déplacement saisonnier du glacier, est menée par le GEUS, qui identifie alors précisément l'endroit où se trouve la pièce, sous 4 mètres de neige et de glace. Mais une série de tempêtes oblige à quitter le glacier.  
La pièce est extraite en juillet 2019 — après treize semaines de recherches étalées sur deux ans — et hélitreuillée jusqu'à l'aéroport le plus proche, où un membre du BEA la convoie jusqu'à Cardiff. L'examen au microscope électronique infirme l'hypothèse initiale d'un coup lors de la maintenance. La rupture était due à une mauvaise réalisation de la pièce en titane lors de son coulage. L'enquête s'est terminée en juin 2020.